# Edith Cavell
Edith Louisa Cavell (4. december 1865 – 12. oktober 1915) var en engelsk sygeplejerske, der især er kendt for sit virke under 1. verdenskrig. Trods sin engelske afstamning arbejdede hun på et Røde Kors-hospital i Bruxelles, mens dette var besat af Tyskland, og hun behandlede både britiske og tyske soldater. 
Cavell frygtede at hendes engelske og franske patienter kunne risikere henrettelse af de tyske styrker. Derfor smuglede hun gennem krigen op mod 200 af dem ud af landet. Til sidst blev hendes aktiviteter dog opdaget af tyskerne, der tog Cavell til fange og dømte hende til døden. Trods forsøg fra amerikanske og spanske myndigheder på at omstøde dommen blev Edith Cavell skudt d. 12. oktober 1915. 
Den franske sangerinde Édith Piaf er opkaldt efter Cavell.